# Données en coupe
En statistiques et en économétrie, on appelle données en coupe ou données transversales des données pour lesquelles on observe les unités statistiques à une date donnée.